# Parafia św. Jerzego w Jurowlanach
Parafia św. Jerzego – parafia prawosławna w Jurowlanach, w dekanacie Sokółka diecezji białostocko-gdańskiej.
Na terenie parafii funkcjonuje 1 cerkiew i 1 kaplica:
- cerkiew św. Jerzego w Jurowlanach – parafialna
- kaplica Świętych Męczenników Borysa i Gleba w Jurowlanach – cmentarna

## Historia

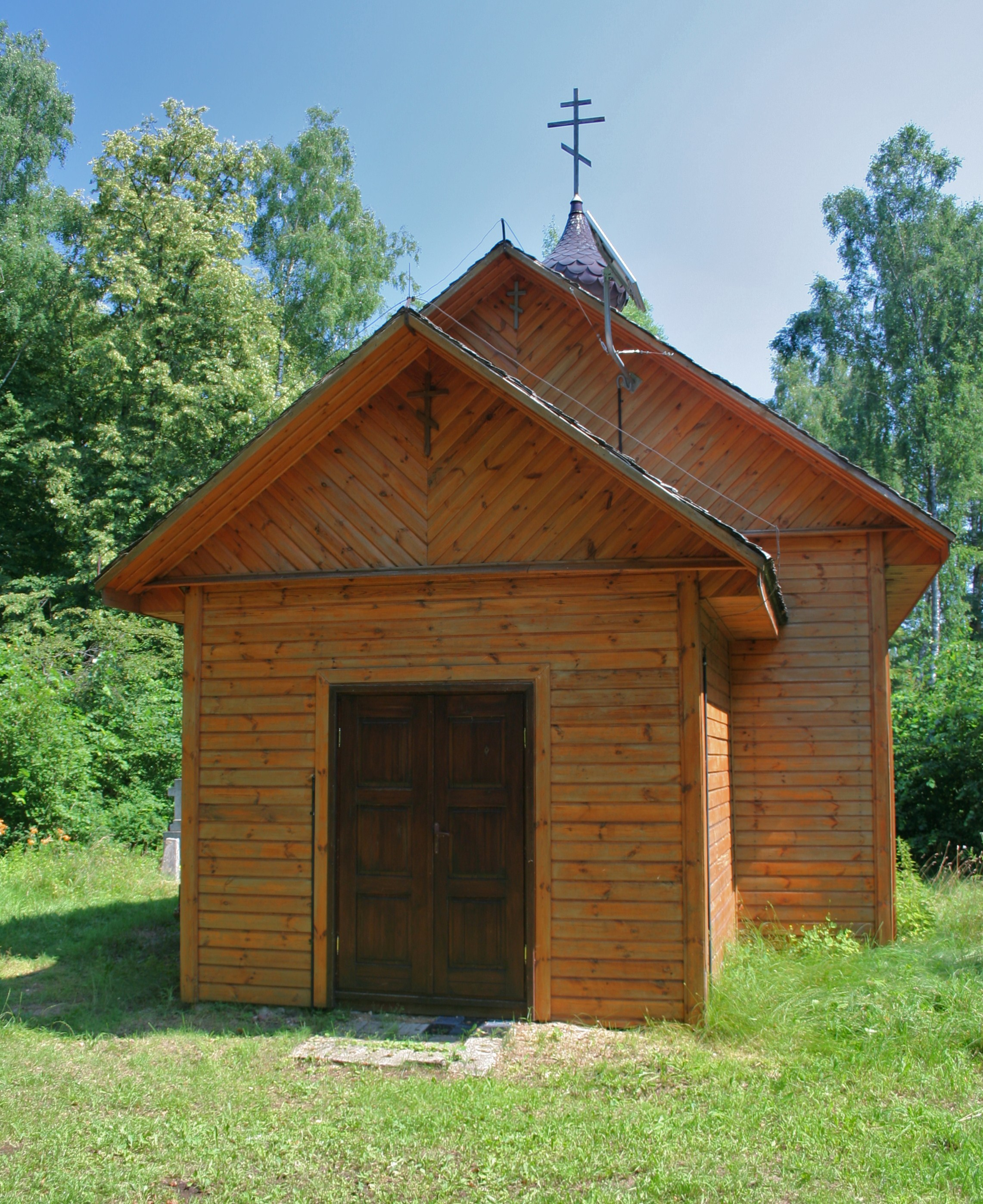
Kaplica cmentarna Świętych Borysa i Gleba

Jest to jedna z najstarszych parafii prawosławnych na Podlasiu, świątynia we wsi funkcjonowała przed 1578 r. Cerkiew parafialna została wzniesiona w 1870 r. na miejscu starszej.
Po II wojnie światowej nastąpił gwałtowny spadek liczby parafian na skutek przymusowych wysiedleń ludności prawosławnej do ZSRR, a także w wyniku migracji parafian do aglomeracji miejskich. W 2015 parafia liczyła 70 osób, a w 2017 – 67. Do parafii należą miejscowości: Jurowlany, Harkawicze, Pierożki i Sukowicze.

## Wykaz proboszczów
- 1.08.1955 – 1.11.1959 – ks. Józef Wojciuk (Wojtiuk)
- 1961–1969 – ks. Anatol Konach
- 2.04.1969 – 6.03.1970 – ks. Grzegorz Ostaszewski
- 1970–1971 – ks. Eugeniusz Konachowicz
- 29.11.1971 – 30.09.1976 – ks. Jan Jaroszuk
- – ks. Stefan Jakimiuk
- 25.08.1983 – 12.05.1986 – ks. Mikołaj Kulik
- 12.05.1986 – 4.10.1988 – ks. Władysław Masajło
- 4.10.1988 – 9.09.1993 – ks. Eugeniusz Suszcz
- 1994–1995 – ks. Wiktor Tetiurka (Tietiurka)
- 1995–1998 – ks. Paweł Łapiński
- od 15.06.1998 – ks. Mirosław Łuciuk